# Abbaye Saint-Laurent-lès-Cosne
Pour les autres abbayes portant ce nom, voir Abbaye Saint-Laurent .
L'abbaye Saint-Laurent-lès-Cosne ou Saint-Laurent-près-Cosne , également nommée Saint-Laurent-des-Aubats ou Saint-Laurent et Saint-Hilaire,, était située à dix kilomètres au sud de Cosne dans la Nièvre, en Bourgogne, France.
Fondé au VIe siècle, l'établissement est d'abord le monastère Saint-Wulfin ou monastère de Longrest ou Longretz (Longoretense monasterium albatorum), probablement bénédictin, avant de devenir une abbaye d'augustiniens au début du XIe siècle. C'est une halte sur le chemin de Compostelle. À son apogée fin XIIe siècle, elle est à peu près aussi influente que le prieuré de La Charité. L'abbaye est supprimée peu avant la Révolution.
Elle est à l'origine du village de Saint-Laurent-l'Abbaye.

## Situation
À dix kilomètres au sud-est de Cosne-Cours-sur-Loire, ses vestiges se trouvent dans le Donziais au centre du village de Saint-Laurent-l'Abbaye, autrefois appelé du nom du monastère (puis abbaye) Saint-Laurent, dans la paroisse de Puisaye et la province du Nivernais.
Le monastère originel est construit sur un petit affluent en rive gauche (au sud) de la rivière Nouan (le Nohain), affluent direct de la Loire avec laquelle il conflue à Cosne. La route de Lyon par le Bourbonnais passe entre le monastère et la Loire (voir carte de Cassini en haut de la page).
La paroisse de Saint-Laurent-l'Abbaye relevait du diocèse d'Auxerre et de l'élection de La Charité-sur-Loire. C'est une haute justice qui ressortit en partie à Auxerre et en partie à Montargis.

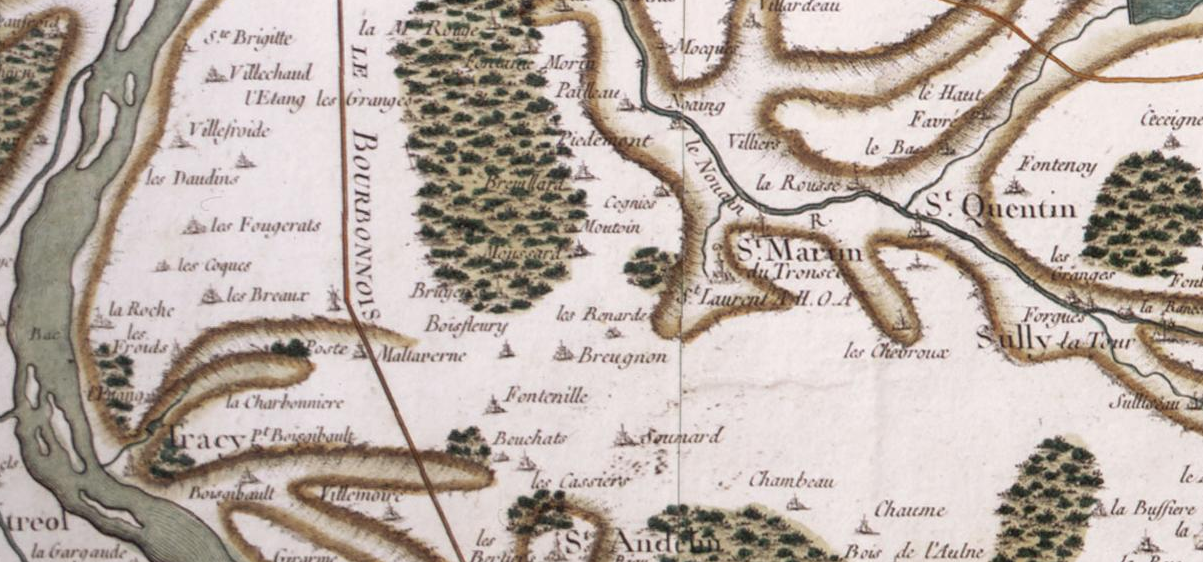
Saint-Laurent sur la carte de Cassini (1759), à côté de Saint-Martin-du-Tronsec.

## Histoire

### Fondation
Après sa victoire sur les Wisigoths et les Auvergnats à la bataille de Vouillé (printemps 507), Clovis donne à l'église Saint-Hilaire de Poitiers la seigneurie et terre de Longrest ou Longretz. Cette terre comprend alors la totalité de la paroisse de Saint-Quentin et une partie de celles de Saint-Laurent, de Saint-Martin, de Saint-Andelain, de Garchy et de Pouilly.
Wulfin, prince de sang royal, y fonde vers 530 un monastère, probablement bénédictin, qu'il dédie à saint Laurent.

### Noms portés par l'abbaye
Le monastère est rapidement mieux connu sous le nom de son fondateur et dès la fin du VIe siècle il prend le nom de monastère Saint-Wulfin : l'établissement est nommé ainsi à deux reprises en 596 dans le règlement de saint Aunaire, 18e évêque d'Auxerre (572-605),.
Puis dans le règlement de Saint Tétrice (23e évêque d'Auxerre, 691-706) le monastère ne porte plus le nom de son fondateur : il est nommé « monastère de Longretz » Longoretense monasterium quand il se voit attribuer les devoirs religieux de la deuxième semaine des calendes de mars, et Longoreti pour ceux de la quatrième semaine des calendes de décembre (ces derniers étaient célébrés en conjonction avec le monastère de Saissy).

#### Confusions possibles
Wulfin avait aussi fondé un autre monastère Saint-Wulfin dans le Berry vers l'an 560, sur le tombeau de saint Eusice, et celui-là aussi est voisin d'un long marais et porte aussi le nom de Longretz ou Longorotense monasterium. Pour les distinguer, on ajoutait une désignation particulière au monastère donziais : Longoretense monasterium albatorum, parce que les religieux qui l'habitaient étaient vêtus de blanc, tandis que ceux du Berry portaient une robe noire.
Par ailleurs il existe depuis avant le Xe siècle une église Saint-Laurent à Cosne même.

## Chronologie de la vie de l'abbaye
En 585, l'« abbé » de Wulfin assiste au concile d'Auxerre convoqué par Aunaire (18e évêque d'Auxerre, 572-603).

### De monastère à abbaye, la prospérité
Vers 1084, Robert de Nevers (50e évêque d'Auxerre, 1076-1084) confie le monastère à des chanoines réguliers de Saint-Augustin et l'érige en abbaye,,. C'est le début de la prospérité. L'abbaye recueille les revenus de nombreuses églises des alentours. Quelque dix chanoines travaillent sa terre. Elle possède plusieurs moulins, des vignes, bois et étangs, des fermes dont Renard, le Vieux-Saint-Martin et Chevroux. L'abbaye sert d'accueil pour les voyageurs, incluant les pèlerins de Compostelle qui empruntent cette route. Enrichie par de nombreux dons, les chanoines de Saint-Laurent font bâtir une église dont on peut encore voir quelques vestiges.
Elle subit cependant des avatars sérieux, dont le 3 août 1199 la bataille qui se déroule pratiquement à sa porte entre Hervé de Donzy et Pierre II de Courtenay. Pierre II de Courtenay, devenu par mariage comte de Nevers, revendiquait Gien sur la base d'un accord qu'il aurait passé avec le père de Hervé IV. Hervé refusant de se départir de ce comté, Pierre convoque ses vassaux pour la guerre ; son armée est grossie par de nombreux cottereaux venus des bords de Loire (Cosne) et qui, attendant la jonction avec Pierre de Courtenay aux alentours de l'abbaye, ravagent l'église Saint-Laurent-et-Saint-Hilaire et dispersent ses reliques (ils font de même sur l'église Saint-Étienne du bourg). Hervé attaque près de Saint-Laurent, met les troupes de son adversaire en déroute et capture Pierre de Courtenay.
Survient la guerre de Cent Ans (de 1337 à 1453), pendant laquelle l'abbaye est malmenée.
En 1378, l'abbé de Saint-Père d'Auxerre Jean de Noyers associe son monastère à l'abbaye Saint-Laurent.
En 1385, le 82e évêque d'Auxerre Ferric Cassinel (1382-1390) intervient dans les affaires du chapitre de Saint-Laurent pour régler un différend entre les chanoines et leur chantre.
En 1405, les troupes du duc Louis Ier d'Orléans, qui vont dans le sud combattre les Anglais, passent par Saint-Laurent ; le duc n'étant pas à leur tête - trop occupé par la reine Isabeau de Bavière, dit Touchard-Lafosse -, ses soldats pillent et saccagent l'abbaye. Le logis abbatial est reconstruit vers cette époque, ressemblant à une forteresse avec une tour carrée sur le côté nord et une tour ronde côté sud.
En 1475, l'abbaye est incendiée et les reliques sont pillées par les troupes du roi.
Jean Baillet (90e évêque d'Auxerre, 1477–1513) n'oublie pas d'exiger de l'abbé le paiement du droit de procuration. Ce droit est celui pour l'abbé de nommer les curés dans les cures dépendantes de l'abbaye, plutôt que la nomination soit faite par l'évêque ; il est dû tous les trois ans à la visite de l'évêque - si visite il y a. Toujours est-il que le 19 septembre 1497, l'abbé de Saint-Laurent doit s'engager, ainsi que ses successeurs, à payer à son évêque la somme de quatre louis d'or tous les trois ans pour ce droit.

### Temps modernes
Dans la première moitié du XVIe siècle, plusieurs abbayes du diocèse sont « en état de dérangement » ; l'abbaye Saint-Laurent est celle qui engendre le plus de plaintes, si bien que le procureur du roi requiert un arrêt du parlement le 14 avril 1548 exigeant la réforme pour Saint-Laurent. L'arrêt est signifié à l'évêque François de Dinteville II (1530-1554), qui nomme en octobre 1548 deux chanoines réguliers du même ordre et leur donne tous pouvoirs nécessaires pour faire appliquer la réforme : Laurent Petifout, abbé de Saint-Père d'Auxerre et Jacques du Coin, religieux de Saint-Martin de Nevers. (Il profite de l'occasion pour reprendre également en main l'abbaye Saint-Julien d'Auxerre).

### Guerres de Religion
Suivent les guerres de Religion, qui occupent toute la deuxième partie du XVIe siècle. Au début de 1552, le roi Henri II a besoin d'argent et a demandé un état des lieux (argenterie, charges et revenus) à chaque église du royaume, en prévision de l'emprunt qu'il fait plus tard cette année-là,. En 1567, les Protestants détruisent pratiquement tout l'établissement. Un rôle ou état des lieux de 1572 pour les bénéfices du diocèse montre que les établissements en bord de Loire ont été particulièrement touchés - dont Saint-Laurent, brûlée. Suivant cette longue période troublée, Gilles de Souvré, 98e évêque d'Auxerre (1626-1631), cherche à améliorer le gouvernement des paroisses et, entre autres mesures projetées dans ce sens, souhaite créer un séminaire pour former de meilleurs curés. Il demande au pape Urbain VIII de supprimer Saint-Père et Saint-Laurent pour en appliquer les revenus à la création d'un séminaire suivant les décrets du concile de Trente,.
En 1613, le grand archidiacre d'Auxerre Jean Dassier fait une visite solennelle à Saint-Laurent.
Au XVIIe siècle, l'abbaye adopte la réforme monastique et rejoint les rangs de la Congrégation de France instaurée par le cardinal de la Rochefoucauld, abbé commendataire de l'abbaye Sainte-Geneviève de Paris.
Les revenus de la collégiale de Saint-Laurent étaient très modiques au XVIIe siècle ; en 1640, Pierre de Broc (100e évêque d'Auxerre, 1640-1671) supprime deux prébendes pour n'en laisser que dix. André Colbert (102e évêque d'Auxerre, 1676-1704) supprime encore deux prébendes le 1er juillet 1683 et quand en 1699 il visite son diocèse pour la dernière fois, il donne de nouveaux statuts aux quatre religieux restants de Saint-Laurent qui se sont fort éloignés de la règle et de la discipline.
Selon une source, en 1771, c'est une abbaye commendataire qui rapporte 10 000 à 12 000 livres à son abbé. La taxe de Rome est de florins 133 ¹⁄₃. Cependant une autre source indique un revenu de 1 200 livres seulement.
Entre 1780 et 1790, il ne reste que deux religieux - trop peu pour maintenir l'abbaye, qui est supprimée peu avant la Révolution.
En 1816, la foudre incendie les bâtiments, et le 13 février 1948 le clocher s'effondre.

## Possessions
Monastère Saint-Eusèbe d'Auxerre
En l'an 1090 ou 1100, Humbaud (51e év., 1087-1114) augmente le nombre de moines à Saint-Eusèbe et les rend réguliers, en y introduisant des chanoines de Saint-Laurent ; Saint-Eusèbe passe ainsi dans les mains de Saint-Laurent et devient un prieuré.
Les chanoines réguliers de Saint-Laurent reconstruisent les bâtiments ; vers 1130 ils érigent l'église en paroisse.
En 1180 l'abbé Geoffroy fait rétablir par Guillaume de Toucy (55e évêque d'Auxerre 1168-1181) le droit de Saint-Eusèbe sur les nouveaux chanoines, que l'évêque Alain de Larrivour avait donné à Saint-Eusèbe et qui lui avait par la suite été retiré.
Saint-Eusèbe est successivement ruiné, reconstruit, partiellement incendié en 1216, et en 1523 le chevet de l'église s'effondre faute d'entretien. Sa reconstruction débute en 1530. La décoration de l'église inclut de multiples traces du lien de Saint-Eusèbe avec Saint-Laurent : une partie des verrières du déambulatoire raconte l'histoire de saint Laurent, patron secondaire de l’église. Le portail construit en 1633 porte deux panneaux ; celui de droite représente saint Eusèbe, celui de gauche saint Laurent. Les deux saints sont également présents en statues de chaque côté de l’entrée de la chapelle axiale. Mais les guerres de religion de la seconde moitié du XVIIe siècle empêchent l'achèvement des travaux. En 1634, le prieuré Saint-Eusèbe est affilié aux chanoines réguliers de Sainte-Geneviève de Paris. Ceux-ci réparent l'église et l'embellissent. Au XVIIIe siècle, les chanoines sont peu nombreux ; ils vendent leur terrain par lots, sur lesquels sont construits des maisons de particuliers.
Autres
Saint-Laurent reçoit la cure de Saint-Symphorien de Cours (jouxtant Cosne-sur-Loire) des mains de Humbaud (1087-1114), qui de plus y construit un prieuré. Humbaud récupère aussi des mains des laïcs la paroisse de l'église Saint-Symphorien de Tracy ou Trassy, du canton de Pouilly et du diocèse d'Auxerre, appelée Diaptracus par César et dont saint Aunaire fait mention dans son règlement de l'année 580 ou environ ; et donne cette paroisse à Saint-Laurent. Il donne également trois autres églises tirées des mains des laïcs : Saint-Martin de Garchy, Saint-Martin du Troncsec et Saint-Quentin. Le nécrologe de Saint-Laurent indique qu'il a aussi donné à cette abbaye l'église de Saint-Cyr-les-Coulons. La liste des biens de l'abbaye, confirmée par le pape Eugène III en 1147, inclut aussi l'église Saint-Pierre de Dampierre-sous-Bouhy.
Guy II, 42e évêque de Nevers (ca. 1096-1099), en accord avec les chanoines de Saint-Cyr, donne à l'abbaye Saint-Laurent-et-Saint-Hilaire, en faveur de Dongion premier abbé, l'église Saint-Loup-et-Saint-Gildard (chapelle Saint-Gildard) à Nevers ; il est convenu que les serviteurs de cette église reçoivent pendant un an les prébendes des chanoines décédés, pour lesquels chaque jour de cette année-là une messe est dite pour le repos de l'âme du défunt.
Guillaume de Toucy (55e évêque d'Auxerre 1167-1181) acquitte Saint-Laurent des dîmes qui lui sont dues aux environs du ruisseau de Baulche, reconnaissant qu'elles sont dues à Notre-Dame hors des murs ; et en 1178 il confirme le don de l'écoulement des eaux de l'écluse des moulins de Mi-l'eau.
Guillaume de Seignelay (58e évêque d'Auxerre, 1207-1220) donne à Saint-Laurent l'église de Saint-Pierre-du-Trépas à Nuzy. C'est probablement le chapitre de Saint-Laurent qui fait construire au XVe siècle une église au portail remarqué pour son style flamboyant.
En 1287, Guillaume de Grez (64e évêque d'Auxerre, 1278-1295) donne à Saint-Laurent la chapelle de Pontchevron, qui est érigée en cure. Le doyen d'Auxerre Hugues de Sully consent à cette donation en 1289.
Pierre de Mornay (65e évêque d'Auxerre, 1295-1306) donne à Saint-Laurent 70 livres et la chapelle Saint-Malo sur la paroisse d'Ouzouer-sur-Trézée (nord-est de Briare).
Pierre de Grez (67e évêque d'Auxerre, 1308-1325) donne à Saint-Laurent la chapelle Sainte-Marguerite-de-Bréviande dans la paroisse d'Escrignelles, pour fonder l'anniversaire de sa mort.
Le prieuré-cure Saint-Hilaire de Gondilly voit ses revenus collectés par l’abbé de « Saint Laurent des Aubats » ; ceci est signalé pour 1720, 1766 et 1772. Pour 1772 il est signalé que Saint-Hilaire de Gondilly est réuni à Saint-Laurent.

## Prieurs et abbés
- Cité entre 1045 et 1099 : Dongion, dit « premier abbé »[3].
- ? -1160 : Hugues. Son frère Dodon est prieur de Saint-Eusèbe d'Auxerre et assiste en tant que prieur à l'élection de Geoffroy de Champallement en 1152[Leb. 27].
- ~1160- ? : Dodon prend la succession de son frère Hugues à la tête de l'abbaye[Leb. 27].
- 1166 ou avant-~1175 : Geoffroy. Il est prieur de Saint-Eusèbe depuis 1166 ou avant, jusqu'en 1175 environ ; après quoi il est abbé de Saint-Laurent[Leb. 27].
- 1202 : Adam. Fait donation aux religieux de Font-Morigny de toute la part de droit possédée par Saint-Laurent sur la dîme de Cerilly[Leb. 28].
- 1296 : Robert, témoin de l'hommage du comte de Nevers à Pierre de Mornay évêque d'Auxerre[Leb. 29].
- 1373- ? : Étienne de Saint-Maurice. Est prieur de Saint-Eusèbe avant d'être nommé abbé de Saint-Laurent[Leb. 30].
- 1390 : Robert, cité à l'installation de Michel de Creney (83e) évêque d'Auxerre, 1390-1409)[Leb. 31],[Leb. 32].

- 1523 : Antoine des Ruyaux ; un titre du 27 janvier 1523 le cite comme abbé de Saint-Laurent ; il est en même temps prieur commendataire de Saint-Eusèbe, selon un autre titre de 1523[Leb. 30],[Leb. 33].
- 1544 : Bernardin Bochetel agrée à la permutation de Vigile Marie, chargé de la chapelle Saint-Ferréol de l'abbaye Saint-Julien d'Auxerre et nommé cette année-là prieur de Saint-Eusèbe[Leb. 34].

Abbés commendataires
- 1682-1691 : Balthazar Phélypeaux, conseiller et aumônier du roi.
- 1692-1705 : Louis-Thomas d’Aquin (1667-1710), conseiller du roi, doyen de Saint-Thomas du Louvre à Paris.
- 1786-? : M. de Villeneuve la Tourrette, vicaire général de Nevers[21].

## Bâtiments
Les vestiges encore visibles permettent de dater la construction de l'abbaye vers le milieu du XIIe siècle.

### Église
L'église de l'abbaye Saint-Laurent était de grande taille. Les six travées de sa nef mesuraient ensemble environ 40 m de long sur 7,5 m de large, avec des collatéraux de 3,5 m de large environ – le tout donnant 15,50 m de largeur totale. Des maisons ont été construites à l'emplacement de la nef dont il ne reste que deux grandes arcades. L'une de ces maisons cache ce qui reste de la façade de l'église ; une autre de ces maisons a intégré dans sa construction des parties d’une corniche à modillons sculptés et deux chapiteaux à feuilles lisses. Le portail a été démonté pierre par pierre en 1926 par un antiquaire, qui a aussi pris un lot de chapiteaux de la nef, et vendu aux États-Unis où il est exposé au musée des beaux-arts de Philadelphie.

Une coupole sur trompes, dont la naissance était ornée d'un cordon de grosses perles, couvrait le carré du transept et permettait la transition entre le plan carré et le plan octogonal de la tour. Chacun des huit côtés de la tour était percé de deux baies en tiers-point avec des arcs à redents reposant au centre sur un pilier cannelé, et sur les côtés et de chaque côté sur une petite colonne couronnée par un chapiteau sculpté de feuillages. L'un des reliefs sculptés qui ornaient les trompes a été déposé ; il représente un joueur de rebec.

### Bâtiments conventuels
Un bâtiment jouxtant l’église, lui aussi interdit à cause de l'insécurité de la construction, a été construit sur l'emplacement de la salle capitulaire. Trois grandes arcades ouvrant sur l'ancienne galerie du cloître, sont visibles depuis l'extérieur. Le dortoir était probablement au premier étage ; on y voit des vestiges de cloisons en bois et torchis délimitant ce qui semble avoir été des cellules monastiques individuelles, et des fenêtres étroites, à présent bouchées, s'ouvrant au-dessus de la galerie du cloître. Sous le toit, les combles étaient couverts par une charpente en carène probablement construite au XVe siècle. Une belle porte romane au bout de la pièce ouvrait directement sur l'église au niveau du transept. Ce bâtiment appartient à la mairie. Le rez-de-chaussée est de nos jours utilisé pour le culte et quelques salles annexes de la mairie.

Un autre bâtiment, parallèle à l’église, est devenu une propriété privée et sert maintenant de grange. C'était probablement l'ancien réfectoire.

Ces deux bâtiments portent encore les corbeaux supportant le toit de la galerie du cloître.

## Galerie
Série de chapiteaux provenant probablement de l'abbaye, achetés et conservés par le musée des beaux-arts de Philadelphie (États-Unis), datant du début du XIIe siècle.

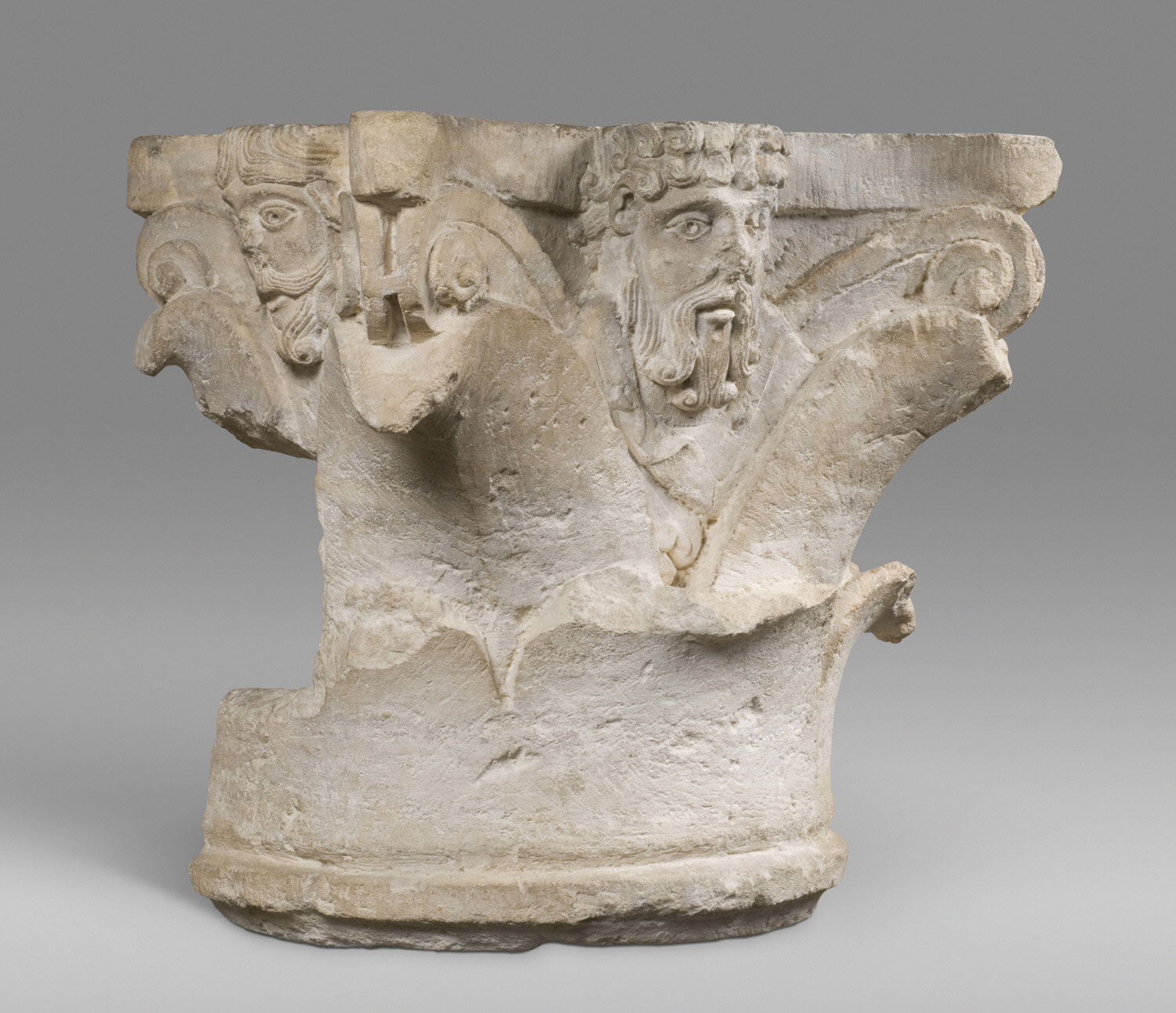
Visages.
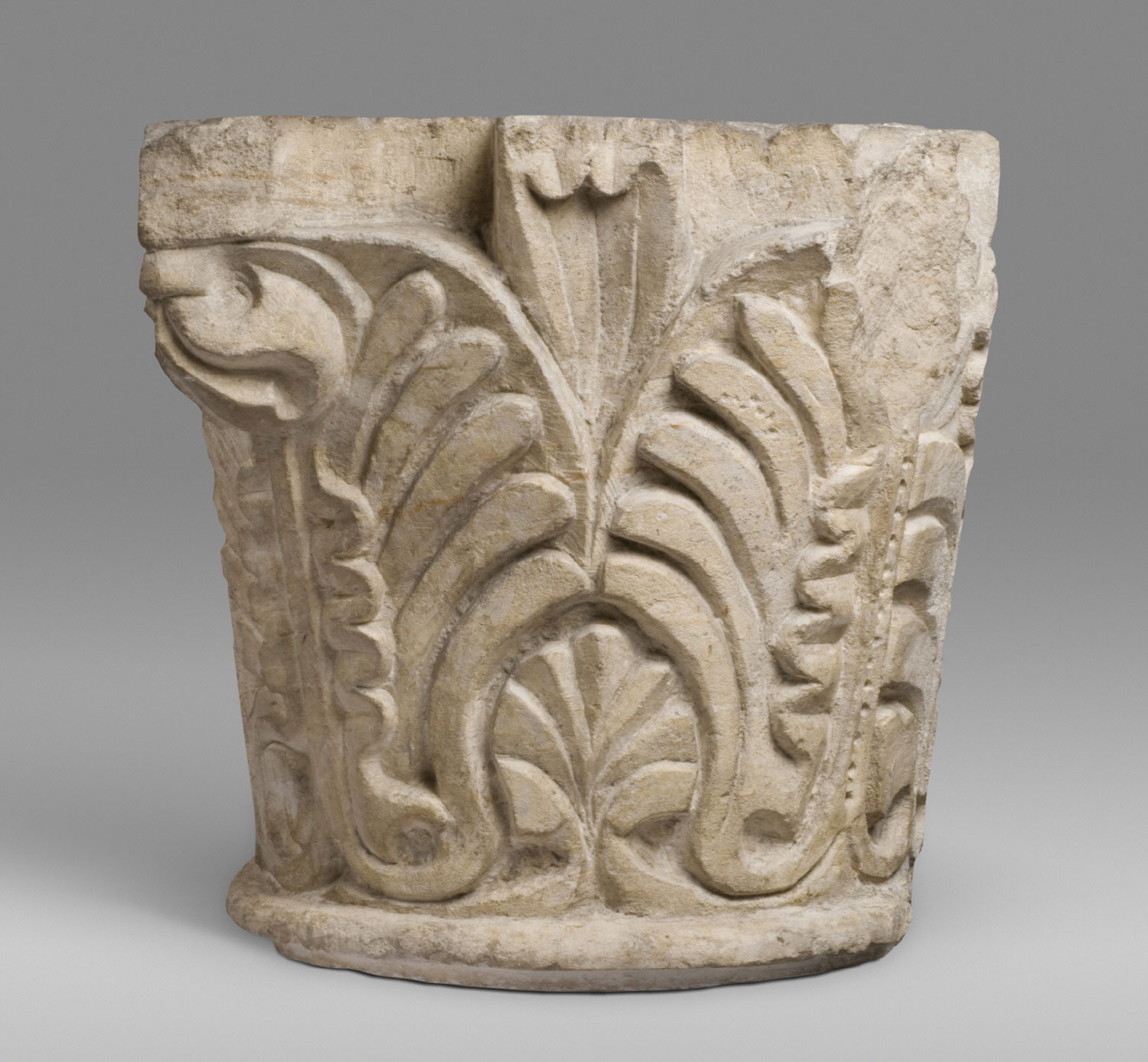
Feuilles.
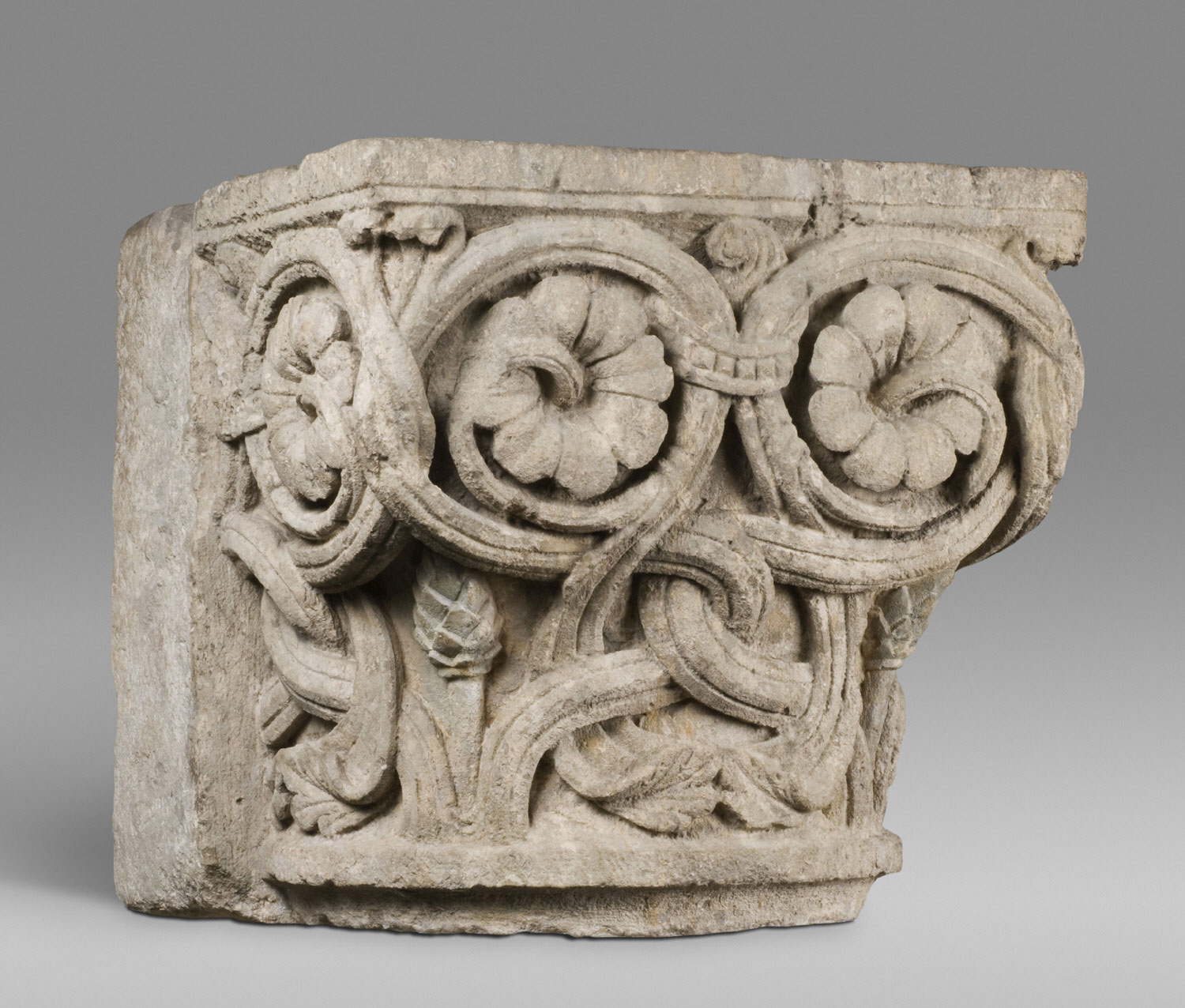
Vignes.
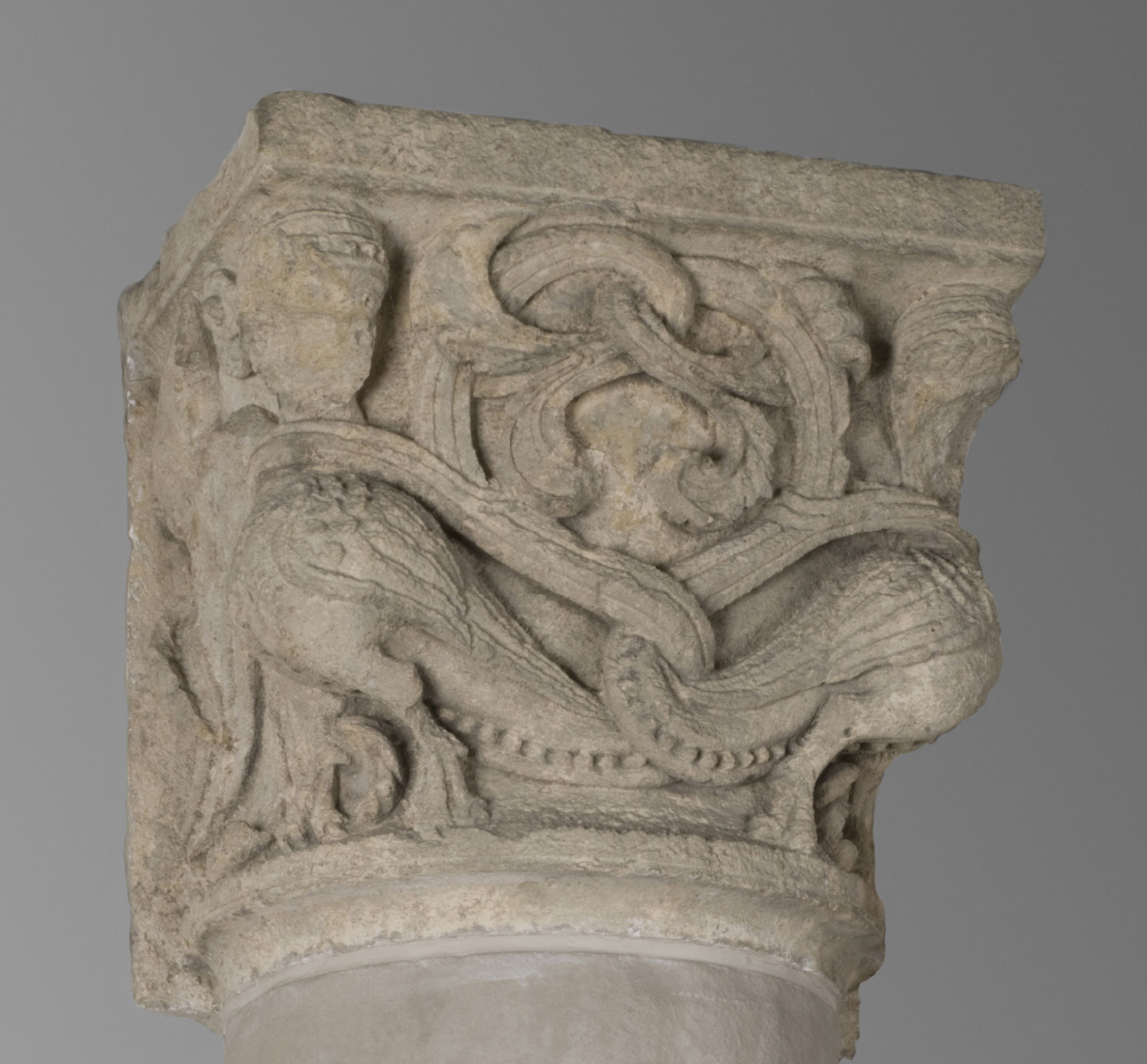
Harpies.
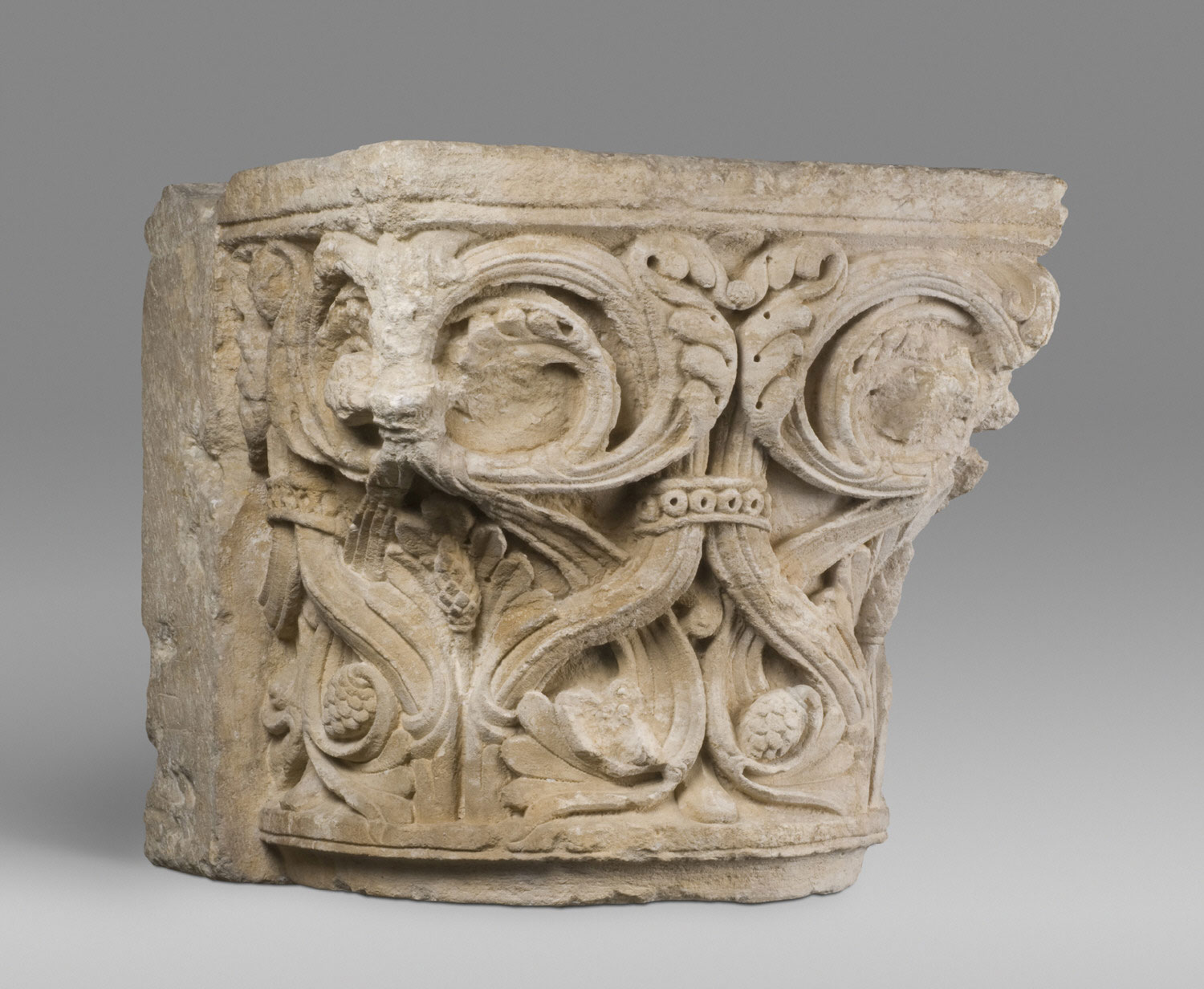
Vignes.
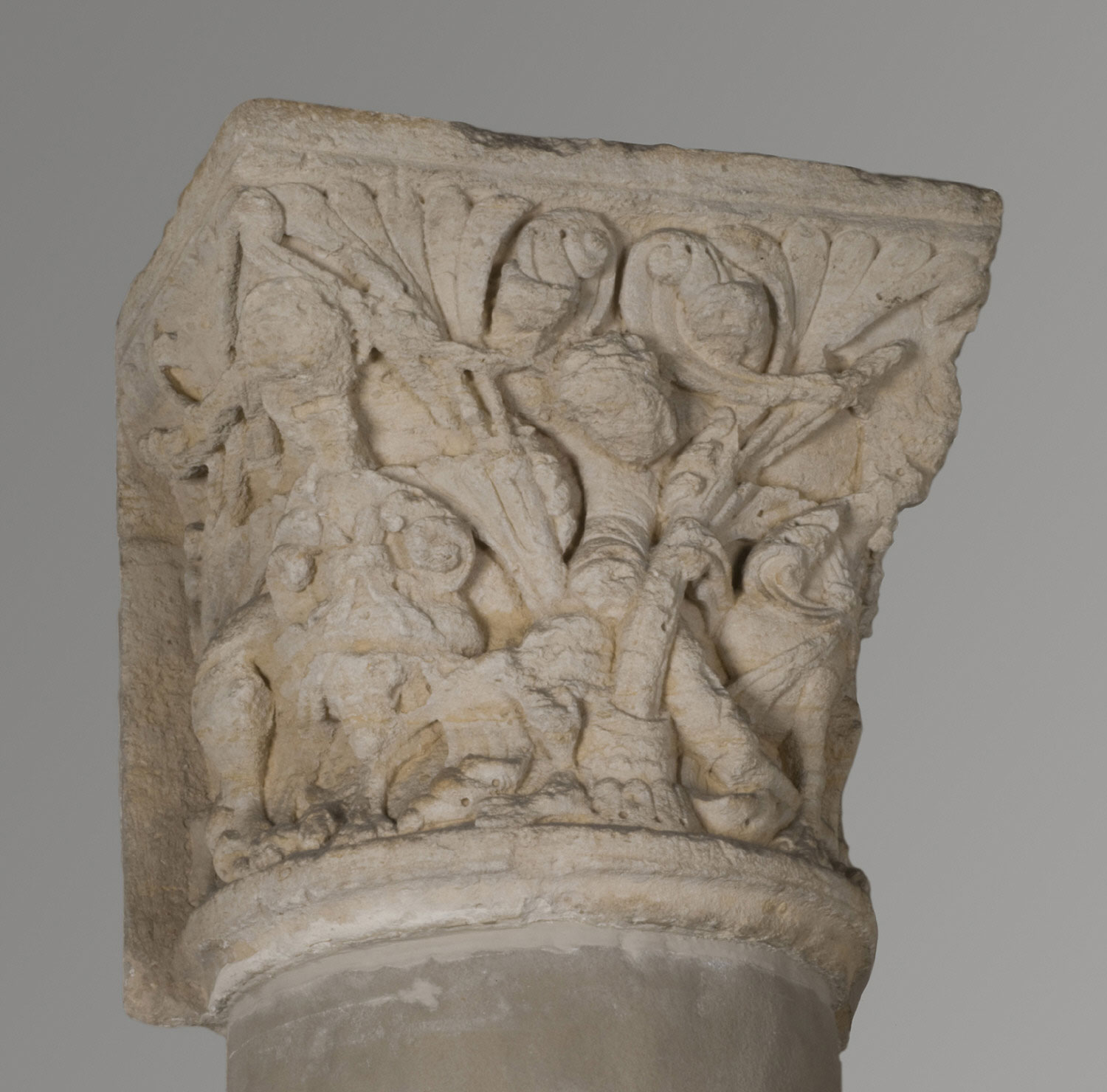
Homme flanqué de léopards.

## Le présent
De nos jours (2017), il reste peu de chose de cette abbaye : l'église est partiellement écroulée et le clocher s'est effondré, emportant une partie du côté sud du transept. Reste une toute petite partie du chœur et une chapelle au nord. Des bâtiments monastiques subsistent trois ailes, dont une appartient à un particulier et l’autre, en mauvais état, à la commune. L'accès aux ruines est interdit pour raison de sécurité.

## Protection
Le 18 juillet 1996, certains vestiges ont été classés comme monument historique ; sont compris dans ce classement des parties de l'ancienne église et des bâtiments du prieuré (parcelles cadastrales A 172 à A 174 et parcelle non cadastrée sur l'emplacement de l'ancienne nef entre les parcelles A 619 et A 173).